# 帕米尔虫实
帕米尔虫实（学名：Corispermum pamiricum），又名毛果帕米尔虫实，为苋科虫实属的植物。分布于俄罗斯以及中国大陆的西藏等地，生长于海拔3,100米至4,500米的地区，多生长在高海拔地区及沙质田边，目前尚未由人工引种栽培。